# 上恩特費爾登

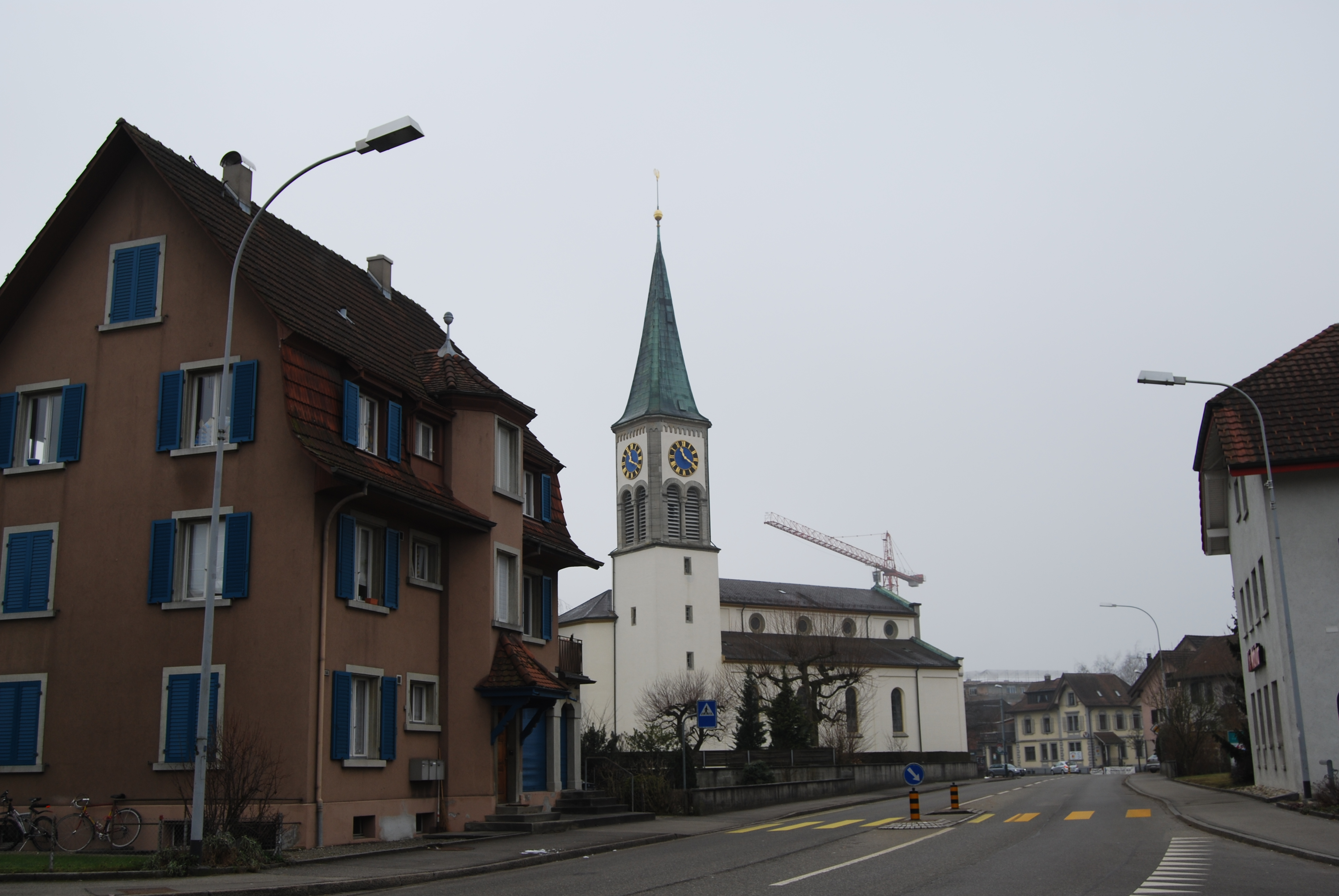

上恩特費爾登是瑞士的城鎮，位於該國北部，由阿爾高州負責管轄，面積7.16平方公里，海拔高度416米，2012年人口7,651，一半人口信奉基督教，人口密度每平方公里1069人。